# Atanus tesselatus
Atanus tesselatus är en insektsart som beskrevs av Henry Fairfield Osborn 1923. Atanus tesselatus ingår i släktet Atanus och familjen dvärgstritar. Inga underarter finns listade i Catalogue of Life.